# The Baby
The Baby is een nummer van de Britse popband The Hollies uit 1972.
Het lied is geschreven door de Amerikaanse songwriter Chip Taylor. Het is de eerste single van de groep na het vertrek van de originele zanger, Allan Clarke, en ook de eerste op het Polydor-label. Ter vervanging van Clarke werd de Zweedse zanger Mikael Rickfors binnengehaald. Rickfors was de zanger van de groep Bamboo, die in 1967 in het voorprogramma van The Hollies stond. Hoewel Rickfors een duidelijk ander stemgeluid had dan Clarke, blijft de muziek herkenbaar als Hollies-muziek en wordt "The Baby" in meerdere landen een hit. In de Nederlandse Top 40 wordt in het voorjaar van 1972 de achtste plaats gehaald. Ook in België, West-Duitsland en het Verenigd Koninkrijk wordt de top 40 gehaald.

## NPO Radio 2 Top 2000
| Nummer met noteringen in de NPO Radio 2 Top 2000 | '01  | '02  | '03  | '04  |
| ------------------------------------------------ | ---- | ---- | ---- | ---- |
| The Baby                                         | 1538 | 1902 | 1720 | 1816 |

1. ↑  Een vetgedrukt getal geeft de hoogste notering aan.
2. ↑  2001 was het eerste jaar met een notering voor dit nummer.
3. ↑  Deze tabel is bijgewerkt tot en met de laatste editie (2024).